# Silnice I/57
Silnice I/57 je česká silnice I. třídy vedoucí Moravskoslezským a Zlínským krajem. Je dlouhá 168,242 km a patří mezi hlavní silniční tahy na východě země. Na obou koncích pokračuje do zahraničí (Polsko, resp. Slovensko). Až do rekategorizace silnic v roce 1997 začínala až v Krnově a úsek k hranici s Polskem byl číslován jako II/458.

## Vedení silnice

### Státní hranice CZ / PL
- hraniční přechod Bartultovice – Trzebina (Polsko – silnice č. 41 ze směru Prudník, Nisa)

### Moravskoslezský kraj

#### Okres Bruntál
- Vysoká – křižovatka se silnicí II/457
- Vysoká – odbočka vlevo na III/45826 směr Pitárné
- Třemešná – odbočka vlevo na III/45717 směr Liptaň
- Třemešná – odbočka vpravo na III/45714 směr Jindřichov
- Město Albrechtice – vpravo na II/453 směr Jeseník, vlevo na III/45814 směr Piskořov
- Město Albrechtice – vpravo na III/45812 směr Česká Ves, vlevo na III/45813 směr Opavice
- Město Albrechtice – odbočka vpravo na III/45811 směr Burkvíz
- Krásné Loučky – odbočka vpravo na III/4521 směr Hošťálkovy
- Krnov – křižovatka se silnicí
- Úvalno – odbočka vpravo na II/460 směr Velké Heraltice

#### Okres Opava
- Holasovice
- Opava – napojení na , ,
- Opava – I/57 pokračuje odbočkou z I/11 vpravo
- Kylešovice – kruhový objezd – křižovatka s II/461
- Hradec n. Moravicí – odbočka vpravo na III/44334 směr Žimrovice
- odbočka vlevo na II/463 směr Bílovec
- Lesní Albrechtice – odbočka vpravo na II/462 směr Vítkov
- Březová

#### Okres Nový Jičín
- Vrchy
- Fulnek – křižovatka se silnicí I/47
- Hladké Životice – nájezd na   v obou směrech,
- Šenov u Nového Jičína – podjezd pod I/48 – a nájezd na tuto silnici v obou směrech
- Nový Jičín – odbočka vpravo na III/04816 směr Starý Jičín, odbočka vlevo na III/4832 směr Životice
- Bludovice – odbočka vpravo na III/05716 směr Hostašovice
- Hodslavice – odbočka vlevo na II/483 směr Mořkov

### Zlínský kraj

#### Okres Vsetín
- Valašské Meziříčí – nájezd na  , peáž cca 800 m,
- Valašské Meziříčí – I/57 pokračuje přímo, odbočka vpravo na II/150 směr Bystřice p. H., odbočka vlevo na I/35 směr Rožnov p. R.
- Jablůnka – odbočka vpravo na II/437 směr Bystřice p. H.
- Vsetín (obchvat) – odbočka na  směr Vizovice
- Ústí – odbočka vlevo na II/487 směr Hovězí
- Valašská Polanka – odbočka vpravo na  směr Vizovice, I/57 + I/49 cca 10 km společně (začátek peáže)
- Horní Lideč – I/57 pokračuje přímo, odbočka vlevo na  (konec peáže), směr Střelná a hranice se Slovenskem
- Valašské Příkazy

#### Okres Zlín
- Valašské Klobouky – odbočka vpravo na II/494 směr Vlachovice
- Brumov-Bylnice – odbočka vlevo na III/50736 směr Nedašov
- Bylnice – odbočka vpravo na II/495 směr Štítná n. Vláří

### Státní hranice CZ / SK
- hraniční přechod Brumov-Bylnice/Horné Srnie (Vlárský průsmyk) – (Slovensko – silnice 57 směr Nemšová – nájezd na slovenskou dálnici D1

## Modernizace silnice
| Číslo  | Název                                        | Délka  | Kategorie      | Zahájení výstavby | Uvedení do provozu | Křižovatky             |
| ------ | -------------------------------------------- | ------ | -------------- | ----------------- | ------------------ | ---------------------- |
| T84    | Linhartovy                                   | 1,9 km | 9,5/80         | plánováno 2026    | plánováno 2027     |                        |
| T68    | Krnov – SV obchvat                           | 7,8 km | 11,5/80 9,5/80 | 08/2017           | 12/2021            |                        |
| T79    | Skrochovice, obchvat                         | 3,3 km | 9,5/90         | plánováno 2027    | plánováno 2029     |                        |
| T89    | Opava, jižní obchvat, Olomoucká - Bruntálská | 3,5 km | 9,5/90         | plánováno 2027    | plánováno 2029     |                        |
| T78    | Vrchy, obchvat                               | 6,5 km | 9,5/90         | plánováno 2031    | plánováno 2033     |                        |
|        | Hladké Životice – obchvat                    | 8,2 km | 11,5/80        | 10/2006           | 11/2009            |                        |
| Z60    | Valašské Meziříčí – Jarcová, obchvat         | 6,6 km | 24,5/80        | plánováno 2028    | plánováno 2031     | Bynina Podlesí Poličná |
| Z62    | Jarcová – Bystřička, jih                     | 3,6 km | 24,5/100 (80)  | plánováno 2029    | plánováno 2034     | Bystřička              |
| Z55    | Semetín – Bystřička, 2. stavba               | 4,4 km | 22,5/90        | 09/2024           | plánováno 2026     |                        |
|        | Semetín–Bystřička, 1. stavba                 | 2,7 km | 22,5/90        | 10/2005           | 06/2009            |                        |
| 4903.2 | Prlov – Pozděchov                            |        |                | plánováno 2031    | plánováno 2034     | Pozděchov              |